# Кристијан Моргенштерн
Кристијан Ото Јозеф Волфганг Моргенштерн (1871—1914) је био немачки песник, писац и преводилац. Посебно је позната његова комична поезија.
Кристијанова мајка је умрла од туберкулозе 1881. Он је наследио ову болест од ње и део живота је провео путујући по санаторијумима. У књижевности се бавио питањима филозофије људског постојања.
На немачки је превео бројна дела Ибзена, Хамсуна и Бјернсона.
Најпопуларније дело Кристијана Моргенштерна су „Песме са вешала“ (Galgenlieder) из 1905. 